# Fakóvezekény
Fakóvezekény (szlovákul Plavé Vozokany, korábban Fako Vozokany) község Szlovákiában, a Nyitrai kerület Lévai járásában.

## Fekvése
Lévától 28 km-re délnyugatra fekszik.

## Története
A régészeti leletek tanúsága szerint már a római korban barbár település állt a helyén.
1327-ben említik először "Wezeken" néven. 1339-ben "Wezekyn", 1470-ben "Fakovezeken" a neve az írott forrásokban. Kezdetben helyi nemeseké, később a Váradi és Kelecsényi családoké, 1746-tól a Hunyadi, majd az Ordódy család birtoka. 1534-ben 6 portával adózott. A 17. század elején elpusztította a török, 1657-ben pedig hosszabb időre puszta lett. 1683-ban említik evangélikus  iskoláját, melynek első tanára Laurentius János volt. A falu lakói főként mezőgazdasággal foglalkoztak, ekkor két malom és hét kovács is működött itt. 1720-ban malma és 21 adózója volt. 1828-ban 71 házában 481 lakos élt, akik főként mezőgazdasággal foglalkoztak.
Vályi András szerint „Garam, és Fakó Vezekény. Két faluk Bars Várm. földes Uraik G. Eszterházy, és több Uraságok, fekszenek Zelízhez, és Csekéhez nem meszsze, mellynek filiáji; legelőjök van elég, földgyök, és réttyek termékeny, gyümöltsös kerttyeik meglehetősek, piatzok Báton, és Esztergomban van.”
Fényes Elek szerint „Vezekény (Fakó-), Bars m. tót falu, N. Sarlótól nyugotra 2 mfd., 130 kath., 356 evang. lak. Evang. anyatemplom. Határa dombos és termékeny, legelője, fája, bora, gyümölcse bőven. F. u. többen. Ut. p. Léva.”
A trianoni békeszerződésig Bars vármegye Verebélyi járásához, majd 1938 és 1945 között ismét Magyarországhoz tartozott. 1968-ig téglagyár működött a területén.

## Népessége
| Év:            | 1994. | 2004.   | 2014.   | 2024.   |
| -------------- | ----- | ------- | ------- | ------- |
| Emberek száma: | 928   | 866     | 810     | 768     |
| Eltérés:       |       | -6,68 % | -6,46 % | -5,18 % |

| Év:            | 2023. | 2024.   |
| -------------- | ----- | ------- |
| Emberek száma: | 755   | 768     |
| Eltérés:       |       | +1,72 % |

1880-ban 702 lakosából 91 magyar és 562 szlovák anyanyelvű volt.
1890-ben 758 lakosából 98 magyar és 652 szlovák anyanyelvű volt.
1900-ban 791 lakosából 348 magyar és 442 szlovák anyanyelvű volt.
1910-ben 932 lakosából 866 magyar és 66 szlovák anyanyelvű volt. Ebből 678 evangélikus, 232 római katolikus, 11-11 református és izraelita vallású.
1921-ben 989 lakosából 74 magyar és 898 csehszlovák volt.
1930-ban 1085 lakosából 24 magyar, 1059 csehszlovák és 2 állampolgárság nélküli volt. Ebből 827 evangélikus, 246 római katolikus, 10 református, 1 izraelita és 1 egyéb vallású volt.
1941-ben 1172 lakosából 215 magyar és 938 szlovák volt.
1991-ben 983 lakosából 6 magyar és 872 szlovák volt. 
2001-ben 864 lakosából 5 magyar és 841 szlovák volt.
2011-ben 900 lakosából 6 magyar, 45 cigány és 717 szlovák volt.
2021-ben 774 lakosából 5 magyar, 583 (+6) szlovák, 17 (+29) cigány, 11 (+1) egyéb és 158 ismeretlen nemzetiségű volt.

## Nevezetességei
- Evangélikus temploma 1782-ben épült, tornya 1837-ben készült
- Kastély
- Halastó

## Külső hivatkozások
- Községinfó
- Fakóvezekény Szlovákia térképén
- Tourist-channel
- Alapinformációk
- E-obce.sk